# 木下半治
木下 半治（きのした はんじ、1900年5月9日 - 1989年8月14日）は、日本の政治学者。右翼思想や日本の国家主義運動を研究。

## 生涯
兵庫県出身。東京帝国大学法学部卒。在学中新人会に入る。卒業後『無産者新聞』などに関わり、1942年読売新聞入社。戦後1954年「フランス国家主義運動史」で東大法学博士。愛知大学教授、東京教育大学教授、明治大学教授、理事。

## 著書
- 陪審法批判 上野書店 1928
- 政治経済仏蘭西読書文法 白水社 1934
- 日本ファシズム ナウカ社 1936
- 日本国家主義運動史 慶応書房 1939
- 戦争と政治 昭和書房 1942
- サンジカリズム 鱒書房 1947 (社会思想新書)
- 日本ファシズム史 岩崎書店 1950ー51
- 日本国家主義運動史 上下 岩崎書店 1952
- 日本の右翼 要書房 1953
- 国際問題の基礎知識 暁教育図書 1953 (現代教養講座)
- フランス・ナショナリズムの史的考察 第1 有斐閣 1958
- 右翼テロ 泥沼にうごめく反動団体 法律文化社 1960 (かわずブックス)
- ジャン・ジョレス 血ぬられた平和像 誠文堂新光社 1963 (歴史の人間像)
- フランス・ナショナリズム史 国書刊行会 1976
- 日本右翼の研究 現代評論社 1977.9
- 日本のファシズム 国書刊行会 1977.4

## 編著
- 社会科学単語集 日・独・仏・英・露対照 大学書林 1934.3
- 新体制辞典 朝日新聞社 1941
- 現代ナショナリズム辞典  酣灯社 1951 (学生文庫)

## 翻訳
- 社会主義論集 ジャン・ジョレス 弘文堂書房 1927
- 何を為す可きか? レーニン 弘文堂書房 1929 (マルキシズム叢書)
- 哲学の貧困 マルクス 浅野晃共訳 1930 (岩波文庫)
- 昆虫記 第7-8 アンリ・フアブル 叢文閣 1930
- 巴里コミューン 春陽堂 1931.5
- フアッシヨ財政批判 ジョルジュ・ヴァロア 国際経済新報社高瀬書房 1932
- 近世クーデター史論 マラパルテ 改造社 1932
- 暴力論 ジョルジュ・ソレル 岩波文庫 1933
- 私法の国際的統一 ドゥモーグ 高瀬書房 1933
- フランスに於ける内乱 マルクス 岩波文庫 1935
- 現代のアメリカ /アンドレ・シーグフリード 青木書店 1941
- 戦争か平和か 冷たい戦争の分析 ロジェ・セレ 白水社 1952 (文庫クセジュ)

## 参考
- 「社会科学者 木下半治」早川勇 「経済論集」2005-11